# Taekwondo nos Jogos Olímpicos de Verão de 2020 - Mais de 67 kg feminino
A categoria mais de 67 kg feminino do taekwondo nos Jogos Olímpicos de Verão de 2020 ocorreu em 27 de julho de 2021 no Makuhari Messe, em Tóquio. Um total de 16 taekwondistas, cada uma representando um Comitê Olímpico Nacional (CON), participaram do evento.

## Qualificação
Um total de 16 vagas foram atribuídas para a categoria mais de 67 kg feminino, cada um representando um CON, conforme abaixo:
- 6 pelo Ranking Olímpico da WTF de dezembro de 2019;
- 2 pelo torneio qualificatório africano;
- 1 pelo torneio qualificatório da Oceania;
- 2 pelo torneio qualificatório pan-americano;
- 2 pelo torneio qualificatório europeu;
- 2 pelo torneio qualificatório asiático;
- 1 por convite da Comissão Tripartite.

Reshmie Oogink, dos Países Baixos, não pode competir após testar positivo para a COVID-19, reduzindo o número de competidoras para 15.

## Formato
A chave principal consistiu de um torneio em formato de eliminatória, até à final em que se discutiu a medalha de ouro. As oito primeiras cabeças de chave foram distribuídas para não se enfrentarem nas fases iniciais. As restantes qualificadas foram distribuídos aleatoriamente.
Foram atribuídas duas medalhas de bronze, com recurso a uma repescagem para encontrar as terceiras colocadas do pódio. Todas as competidoras que perderam para uma das finalistas competiu na repescagem, igualmente em formato de eliminatória. As vencidas das semifinais enfrentaram as duas melhores da repescagem na disputa pelo bronze.

## Calendário
Horário local (UTC+9)
| Data                | Horário | Fase                |
| ------------------- | ------- | ------------------- |
| 27 de julho de 2021 | 9:00    | Oitavas de final    |
| 27 de julho de 2021 | 15:00   | Quartas de final    |
| 27 de julho de 2021 | 17:00   | Semifinal           |
| 27 de julho de 2021 | 20:00   | Repescagem          |
| 27 de julho de 2021 | 21:00   | Disputa pelo bronze |
| 27 de julho de 2021 | 22:00   | Final               |

## Medalhistas
| Ouro   | SRB Milica Mandić                    |
| Prata  | KOR Lee Da-bin                       |
| Bronze | FRA Althéa Laurin GBR Bianca Walkden |

## Resultados
A competição foi realizada em um único dia (27 de julho) até a definição das medalhistas:

### Chaveamento
|  | Oitavas de final          | Oitavas de final          | Oitavas de final |  |  | Quartas de final         | Quartas de final         | Quartas de final   |    |                   | Semifinais        | Semifinais     | Semifinais |  |  | Final | Final | Final |
|  |                           |                           |                  |  |  |                          |                          |                    |    |                   |                   |                |            |  |  |       |       |       |
|  | 13DOM Katherine Rodríguez | 13DOM Katherine Rodríguez | 7                |  |  |                          |                          |                    |    |                   |                   |                |            |  |  |       |       |       |
|  | 4TUR Nafia Kuş            | 4TUR Nafia Kuş            | 5                |  |  | DOM Katherine Rodríguez  | DOM Katherine Rodríguez  | 14                 |    |                   |                   |                |            |  |  |       |       |       |
|  | 5KOR Lee Da-bin           | 5KOR Lee Da-bin           | 17               |  |  | KOR Lee Da-bin           | KOR Lee Da-bin           | 23                 |    |                   |                   |                |            |  |  |       |       |       |
|  | 12CIV Aminata Traoré      | 12CIV Aminata Traoré      | 13               |  |  |                          |                          |                    |    | KOR Lee Da-bin    | KOR Lee Da-bin    | 25             |            |  |  |       |       |       |
|  | 9UZB Svetlana Osipova     | 9UZB Svetlana Osipova     | 9                |  |  |                          | GBR Bianca Walkden       | GBR Bianca Walkden | 24 |                   |                   |                |            |  |  |       |       |       |
|  | 8KAZ Cansel Deniz         | 8KAZ Cansel Deniz         | 10               |  |  | KAZ Cansel Deniz         | KAZ Cansel Deniz         | 7                  |    |                   |                   |                |            |  |  |       |       |       |
|  |                           |                           |                  |  |  | 1GBR Bianca Walkden      | 1GBR Bianca Walkden      | 17                 |    |                   |                   |                |            |  |  |       |       |       |
|  |                           |                           |                  |  |  |                          |                          |                    |    |                   | KOR Lee Da-bin    | KOR Lee Da-bin | 7          |  |  |       |       |       |
|  | 15HON Keyla Ávila         | 15HON Keyla Ávila         | 1                |  |  |                          | SRB Milica Mandić        | SRB Milica Mandić  | 10 |                   |                   |                |            |  |  |       |       |       |
|  | 2CHN Zheng Shuyin         | 2CHN Zheng Shuyin         | 20               |  |  | CHN Zheng Shuyin         | CHN Zheng Shuyin         | 6                  |    |                   |                   |                |            |  |  |       |       |       |
|  | 7MEX Briseida Acosta      | 7MEX Briseida Acosta      | 3                |  |  | FRA Althéa Laurin        | FRA Althéa Laurin        | 14                 |    |                   |                   |                |            |  |  |       |       |       |
|  | 10FRA Althéa Laurin       | 10FRA Althéa Laurin       | 21               |  |  |                          |                          |                    |    | FRA Althéa Laurin | FRA Althéa Laurin | 5              |            |  |  |       |       |       |
|  | 11AUS Reba Stewart        | 11AUS Reba Stewart        | 2                |  |  |                          | SRB Milica Mandić        | SRB Milica Mandić  | 7  |                   |                   |                |            |  |  |       |       |       |
|  | 6POL Aleksandra Kowalczuk | 6POL Aleksandra Kowalczuk | 7                |  |  | POL Aleksandra Kowalczuk | POL Aleksandra Kowalczuk | 4                  |    |                   |                   |                |            |  |  |       |       |       |
|  | 3SRB Milica Mandić        | 3SRB Milica Mandić        | 13               |  |  | SRB Milica Mandić        | SRB Milica Mandić        | 11                 |    |                   |                   |                |            |  |  |       |       |       |
|  | 14KEN Faith Ogallo        | 14KEN Faith Ogallo        | 0                |  |  |                          |                          |                    |    |                   |                   |                |            |  |  |       |       |       |

### Repescagem
|  | Repescagem              | Repescagem |                    |   | Disputa pelo bronze | Disputa pelo bronze |
|  |                         |            |                    |   |                     |                     |
|  |                         |            |                    |   |                     |                     |
|  |                         |            |                    |   |                     |                     |
|  |                         |            |                    |   |                     |                     |
|  |                         |            |                    |   |                     |                     |
|  |                         |            |                    |   |                     |                     |
|  | FRA Althéa Laurin       | 17         |                    |   |                     |                     |
|  | FRA Althéa Laurin       | 17         |                    |   |                     |                     |
|  |                         |            | CIV Aminata Traoré | 8 |                     |                     |
|  | CIV Aminata Traoré      | 11         | CIV Aminata Traoré | 8 |                     |                     |
|  | CIV Aminata Traoré      | 11         |                    |   |                     |                     |
|  | DOM Katherine Rodríguez | 9          |                    |   |                     |                     |
|  | DOM Katherine Rodríguez | 9          |                    |   |                     |                     |

|  | Repescagem               | Repescagem |                          |   | Disputa pelo bronze | Disputa pelo bronze |
|  |                          |            |                          |   |                     |                     |
|  |                          |            |                          |   |                     |                     |
|  |                          |            |                          |   |                     |                     |
|  |                          |            |                          |   |                     |                     |
|  |                          |            |                          |   |                     |                     |
|  |                          |            |                          |   |                     |                     |
|  | GBR Bianca Walkden       | 7          |                          |   |                     |                     |
|  | GBR Bianca Walkden       | 7          |                          |   |                     |                     |
|  |                          |            | POL Aleksandra Kowalczuk | 3 |                     |                     |
|  | KEN Faith Ogallo         | 7          | POL Aleksandra Kowalczuk | 3 |                     |                     |
|  | KEN Faith Ogallo         | 7          |                          |   |                     |                     |
|  | POL Aleksandra Kowalczuk | 15         |                          |   |                     |                     |
|  | POL Aleksandra Kowalczuk | 15         |                          |   |                     |                     |